# Urszula Chęcińska
Urszula Chęcińska – polska pedagożka i literaturoznawczyni, doktor habilitowany nauk humanistycznych, dziekan Wydziału Humanistycznego Uniwersytetu Szczecińskiego oraz Kierownik Katedry Wczesnej Edukacji w Instytucie Pedagogiki US. Ponadto krytyk literacka, autorka piosenek dla dzieci oraz kierownik Pracowni Badań nad Twórczością Joanny Kulmowej. Twórczyni serii Biblioteka Katedry Wczesnej Edukacji.

## Życiorys
Doktorat z nauk humanistycznych uzyskała w 1996 na Uniwersytecie Szczecińskim. Ukończyła polonistykę oraz studia podyplomowe dla nauczycieli. Habilitowała się w 2008 na Uniwersytecie Wrocławskim. Została profesor nadzwyczajną na US, obejmowała funkcje prodziekan i dziekan Wydziału Humanistycznego
Zajmuje się badaniem i promowaniem twórczości Joanny Kulmowej, jest m.in. autorką monografii pt. Poetka i paidia. O muzie dziecięcej Joanny Kulmowej, organizatorką konferencji naukowych i spotkań z poetką. Joannie Kulmowej dedykowany został przygotowany pod jej redakcją tom pt. Dziecko i jego światy w poezji dla dzieci, wydany przez Książnicę Pomorską w 1994, będący zapisem pierwszej konferencji naukowej zorganizowanej z okazji 65. rocznicy urodzin Joanny Kulmowej. Jest również autorką Bibliografii i ikonobibliografii twórczości Joanny Kulmowej wydanej w 2012 roku, redaktor tomów Joanna Kulmowa wobec świata literatury i Joanna Kulmowa doctor honoris causa Uniwersytetu Szczecińskiego. Z jej inicjatywy w Bibliotece Głównej Uniwersytetu Szczecińskiego powstała Sala Strumiańska. W 2012 roku z okazji Światowego Dnia Książki odbyła się tutaj promocja Upalnej bajki Joanny Kulmowej, była inicjatorką bibliofilskiego wydania i autorką posłowia pt. Rosarium Joanny Kulmowej.
Została też redaktor serii Biblioteka Szczecina Humanistycznego. Pierwszy tom pt. Na początku Kunstmann wymyślił sobie Kulmową… Heinrich Kunstmann-Joanna Kulmowa 1966-2009 w przekładzie Marka Zybury, w opracowaniu i z przedmową Urszuli Chęcińskiej i Marka Zybury został nagrodzony w 2016 roku na Międzynarodowych Targach Książki w Krakowie. Wydawnictwo Naukowe Uniwersytetu Szczecińskiego otrzymało za tę książkę Nagrodę Główną „Gaudeamus 2016” i wyróżnienie na XX Poznańskich Dniach Książki nie tylko Naukowej. W 2017 roku w serii Biblioteka Szczecina Humanistycznego ukazały się jeszcze trzy tomy: Joanny Kulmowej Psalmy responsoryjne, Jana Kulmy Rzecz o etyce czyli jak można poznać prawdziwą etykę przy pomocy prawd zespolonych i Urszuli Chęcińskiej Teatr Joanny i Jana Kulmów. Na Wydziale Humanistycznym Uniwersytetu Szczecińskiego w Instytucie Pedagogiki działa Gabinet Joanny Kulmowej. Powstał  on najpierw w Instytucie Filologii Polskiej w 1996 jako miejsce spotkań młodzieży akademickiej, której bliska stała się idea Szczecina Humanistycznego. Inspiracją cyklu wykładów otwartych pt. Szczecin Humanistyczny, organizowanych przez Urszulę Chęcińską od 2008 roku na Wydziale Humanistycznym, były wykłady w Strumianach prowadzone w latach stanu wojennego przez Joannę i Jana Kulmów.
W 2019 roku nakładem Wydawnictwa Znak ukazały się listy Joanny Kulmowej do Wisławy Szymborskiej pt. „Tak wygląda prawdziwa poetka. Podciągnij się”. Tom korespondencji z lat 1954-2011, opatrzony kolażami Szymborskiej i rysunkami Kulmowej, opracowała Urszula Chęcińska.
Dodatkowe informacje:
- Pracowała w Liceum Medycznym, SP Nr 37, Studium Nauczycielskim im. H. Jordana w Szczecinie.
- W latach 1989–2004 pracowała w Katedrze Dydaktyki Literatury i Języka Polskiego w IFP US.
- Od 2004 roku pracownik Instytutu Pedagogiki w Szczecinie.
- Od 2008 roku wprowadziła cykl wykładów otwartych pt. Szczecin Humanistyczny.
- W 2010 roku Samorząd Studentów WH nadał jej tytuł Mentora Wydziału Humanistycznego.
- W roku 2012 została kierownikiem studiów doktoranckich, członkiem Senatu US i Senackich Komisji ds. Nauki i ds. Kształcenia.
- W 2015 roku otrzymała Medal Komisji Edukacji Narodowej.

## Blibliografia
- Elżbieta Beata Nowak (red.), Nowe władze, „Przegląd Uniwersytecki” (7-9), Wydawnictwo Naukowe US, 2016, s. 10-11, ISSN 1427-4736 [dostęp 2018-03-23] (pol.).